# Caridad
Caridad è un comune dell'Honduras facente parte del dipartimento di Valle.
Il comune risultava come entità autonoma già della divisione amministrativa del 1825.